# Абдельхамід Садмі
Абдельхамід Садмі (араб. عبدالحمید صادمی, нар. 1 січня 1961, Азазга) — алжирський футболіст, що грав на позиції півзахисника.
Виступав за клуб «Кабілія» та національну збірну Алжиру.

## Клубна кар'єра
Народився в місті Азазга, почав грати у футбол в місцевому клубі «ЖС Азазга». Там він був помічений скаутом відомої алжирської команди «Кабілія», в яку Самді в підсумку і перебрався. У сезоні 1978/1979, у віці 17 років, Самді дебютував у складі «Кабілії» під керівництвом тренера Махеддіна Халефа. З командо Садмі виграв низку національних трофеїв, а також двічі перемагав у африканському Кубку чемпіонів у 1981 і 1990 роках.

## Виступи за збірну
11 березня 1984 року дебютував в офіційних іграх у складі національної збірної Алжиру в останньому матчі групового етапу Кубка африканських націй 1984 року проти збірної Нігерії, вийшовши на заміну після перерви 3 дні по тому Самді вперше вийшов в основному складі збірної в матчі півфіналу проти збірної Камеруну, в якому Алжир поступився в серії післяматчевих пенальті 4-5.
Через два роки у складі збірної був учасником чемпіонату світу 1986 року у Мексиці та Кубка африканських націй 1986 року.
Протягом кар'єри у національній команді, яка тривала 4 роки, провів у формі головної команди країни 27 матчів.

## Досягнення
- Чемпіон Алжиру: 1979/80, 1981/82, 1982/83, 1984/85, 1985/86, 1988/89, 1989/90
- Володар Кубка Алжиру: 1986, 1992, 1994
- Володар Суперкубка Алжиру: 1992
- Володар Кубка африканських чемпіонів: 1981, 1990
- Бронзовий призер Кубка африканських націй: 1984